# 코르순셰우첸키우스키

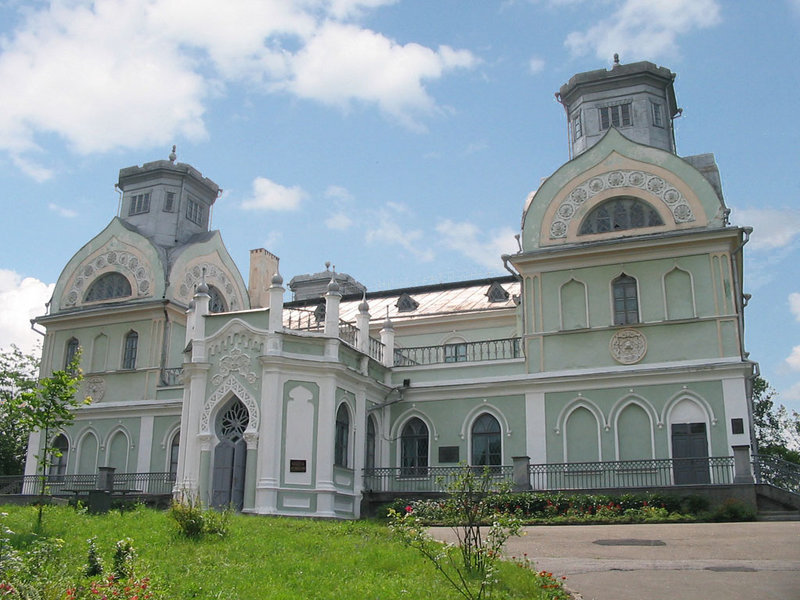
코르순셰우첸키우스키 로푸히니흐데미도비흐 궁전

코르순셰우첸키우스키(우크라이나어: Корсунь-Шевченківський, 폴란드어: Korsuń Szewczenkowski 코르순셰프첸코프스키[*])는 우크라이나 체르카시주의 도시로 면적은 118.65km2, 높이는 94m, 인구는 18,593명(2005년 기준), 인구 밀도는 163명/km2이다.

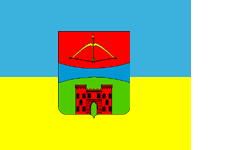
시기
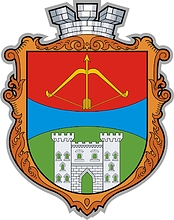
시 문장

## 역사
1032년 키예프 대공국의 야로슬라프 1세 대공이 유목민의 침공으로부터 남부 스텝 지대를 보호하기 위해 설립했다. 코르순이라는 이름은 크림반도에 위치한 고대 그리스의 도시인 케르소네소스에서 유래된 이름이다.
1240년 몽골 제국의 침공으로 인해 파괴된 이후에는 군사 시설이 입주했지만 나중에 폴란드-리투아니아 연방의 지배를 받게 된다. 1793년에는 러시아 제국에 편입되었다. 제2차 세계 대전 중이던 1941년부터 1945년까지는 소련군과 독일군의 격전지였으며 1944년 2월 14일에는 독일군이 철수했다. 1944년까지 사용된 도시 이름은 코르순(Korsun)이었지만 우크라이나의 시인인 타라스 셰우첸코를 기념하기 위해 도시 이름을 지금과 같은 이름으로 변경했다.